# Bussy-le-Repos, Marne
Bussy-le-Repos là một xã thuộc tỉnh Marne trong vùng Grand Est đông nam nước Pháp. Xã có diện tích 22,64 km2.